# Cmentarz parafii św. Jana Chrzciciela w Olszówce
Cmentarz parafii św. Jana Chrzciciela w Olszówce – cmentarz rzymskokatolicki znajdujący się we wsi Olszówka w województwie małopolskim. Pełni funkcję cmentarza parafialnego. 
Najstarszym udokumentowany grobem jest grób Antoniego Franczaka (1818-1865) pochodzi z 1865 r.
Został on wpisany do rejestru zabytków wraz z dawnym Kościołem św. Jana Chrzciciela w Olszówce (drewniany) i jego murem (A-112 z 12 lutego 1969).

## Osoby pochowane na cmentarzu
- Michał Blecharczyk (1905–1965) – Ksiądz Doktor Biskup tarnowski, konsekrowany w 1958 r. (sektor: B, grób: 127)
- Wojciech Rypel  (1835–1921) – Profesor Gimnazjum św. Anny, fundator budowy szkoły podstawowej w Rabie Niżnej, oraz jej patron. (sektor: A, grób: 527)
- Ppor. Zbigniew Kondal (1917–1945) – Podporucznik, pseudonim „Dick”, obrońca ojczyzny w 1939 r. (sektor: B, grób: 3)[4][5]
- Józef Macuga (1944–1983) – inicjator budowy Kościoła i remizy w Olszówce (sektor: B, grób 92)
- Józef Franczak (1898–1958) – legionista, uczestnik I wojny światowej. Brał także udział w obronie Warszawy w 1920 roku. (sektor: C, grób 485)

### Zbiorowa mogiła ofiar pacyfikacji Olszówki z 3 września 1939 r.[6]
- Maciej Baran – lat 72,
- Maria Kuternoga – lat 62,
- Jan Gackowiec – lat 69,
- Katarzyna Gackowiec – lat 65,
- Anna Gackowiec – lat 15,
- Julia Zapała – lat 15,
- Anastazja Czyszczoń – lat 10,
- Magdalena Czyszczoń – lat 8,
- Cecylia Czyszczoń – lat 20,
- Matylda Czyszczoń – lat 18,
- Rozalia Czyszczoń – lat 50,
- Franciszek Karkula – lat 42,
- nieznany „chłopiec” z Obidowy – wiek nieznany[7].

## Galeria

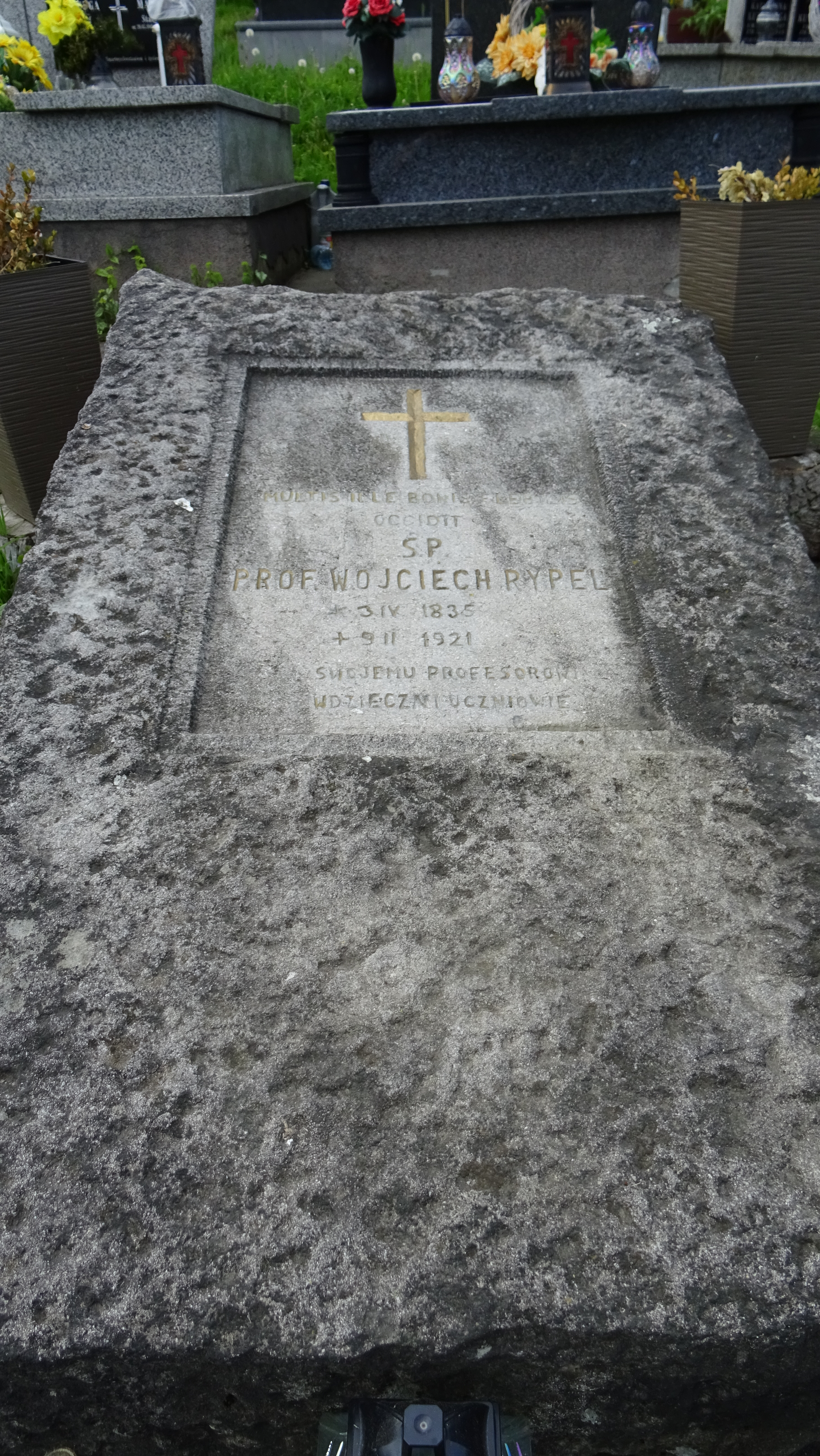
Grób prof. Wojciecha Rypla
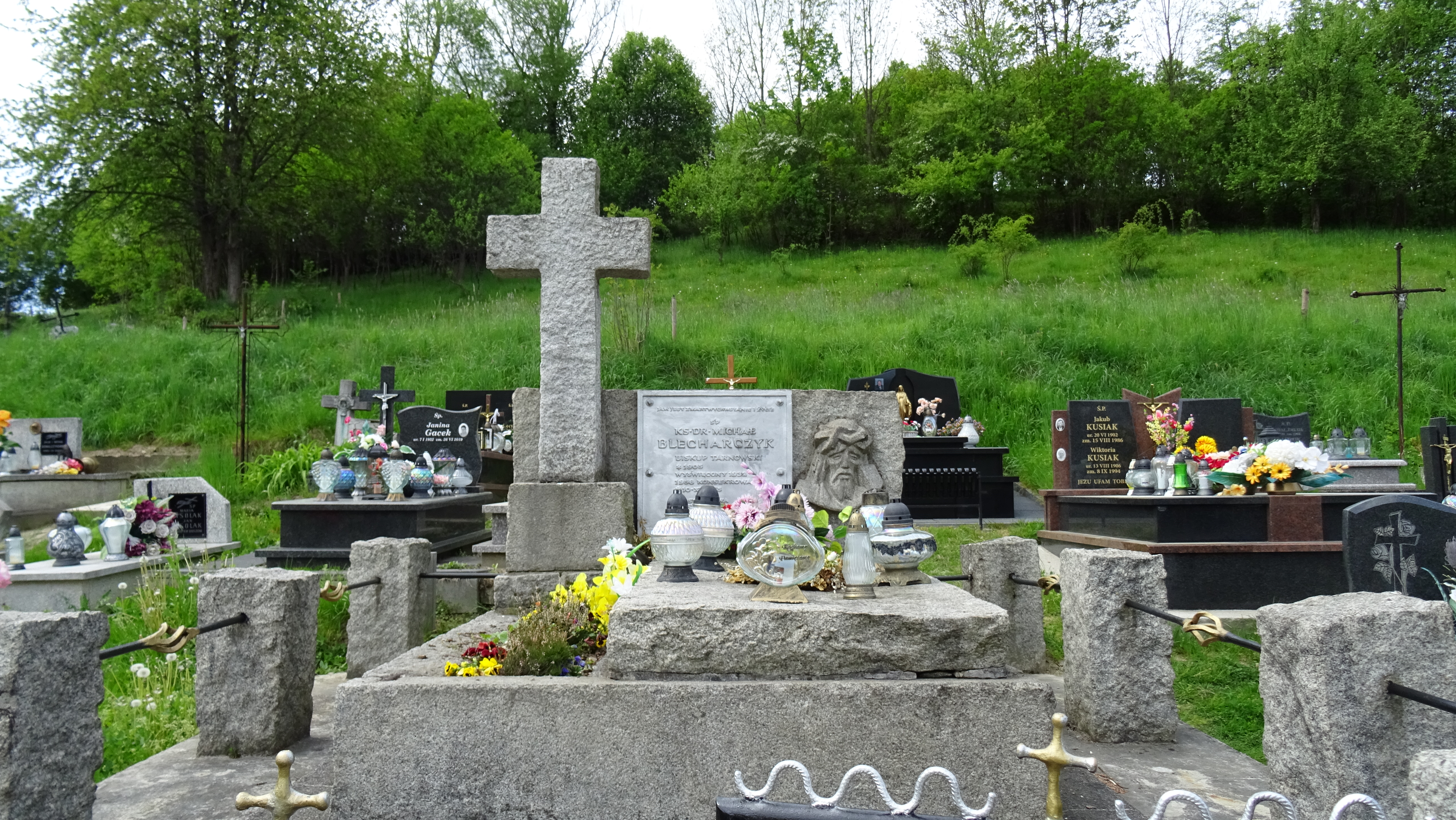
Grób Bp. Michała Blecharczyka
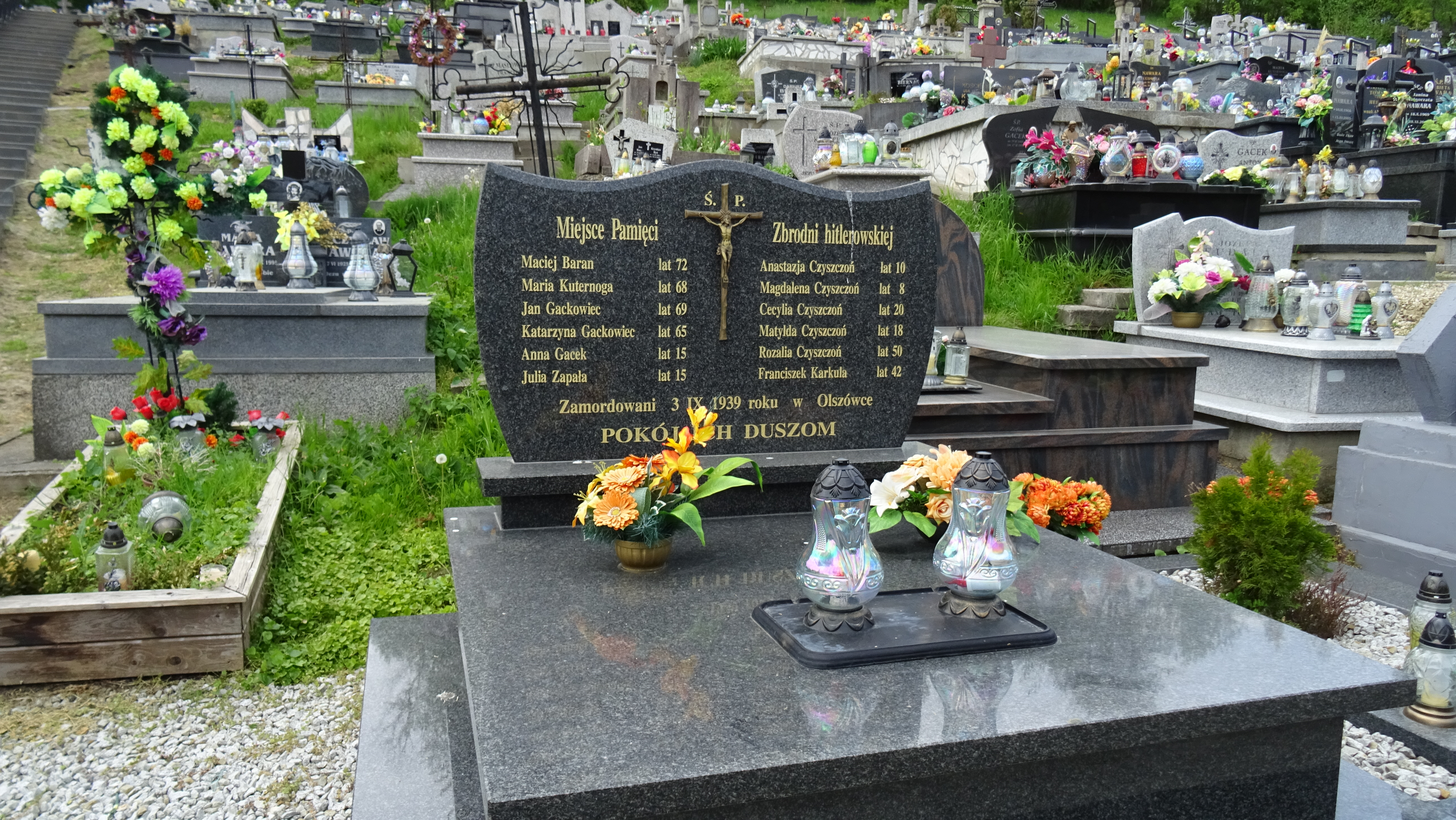
Zbiorowa mogiła ofiar pacyfikacji z 3 września 1939 r.
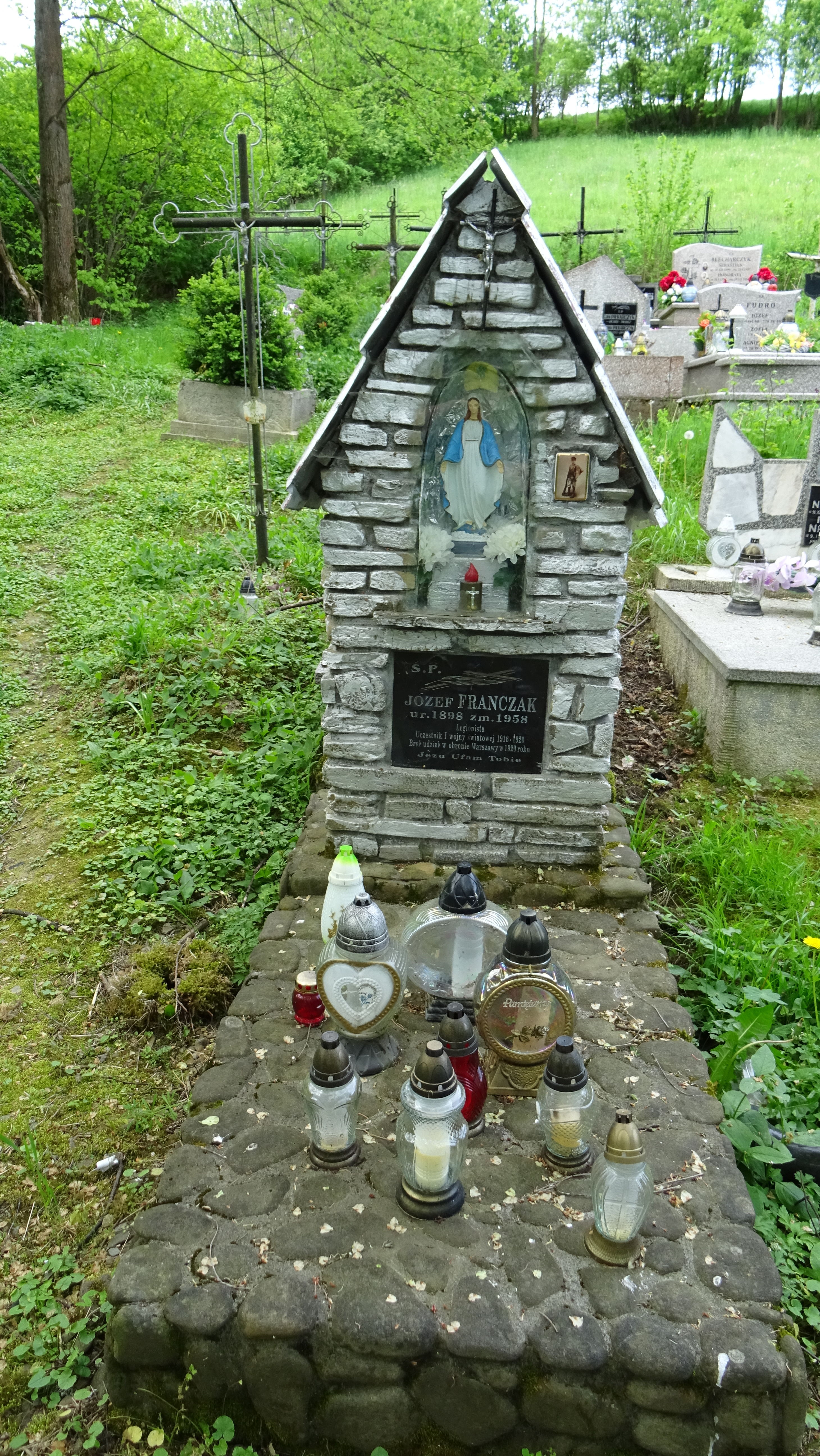
Grób legionisty Józefa Franczyka
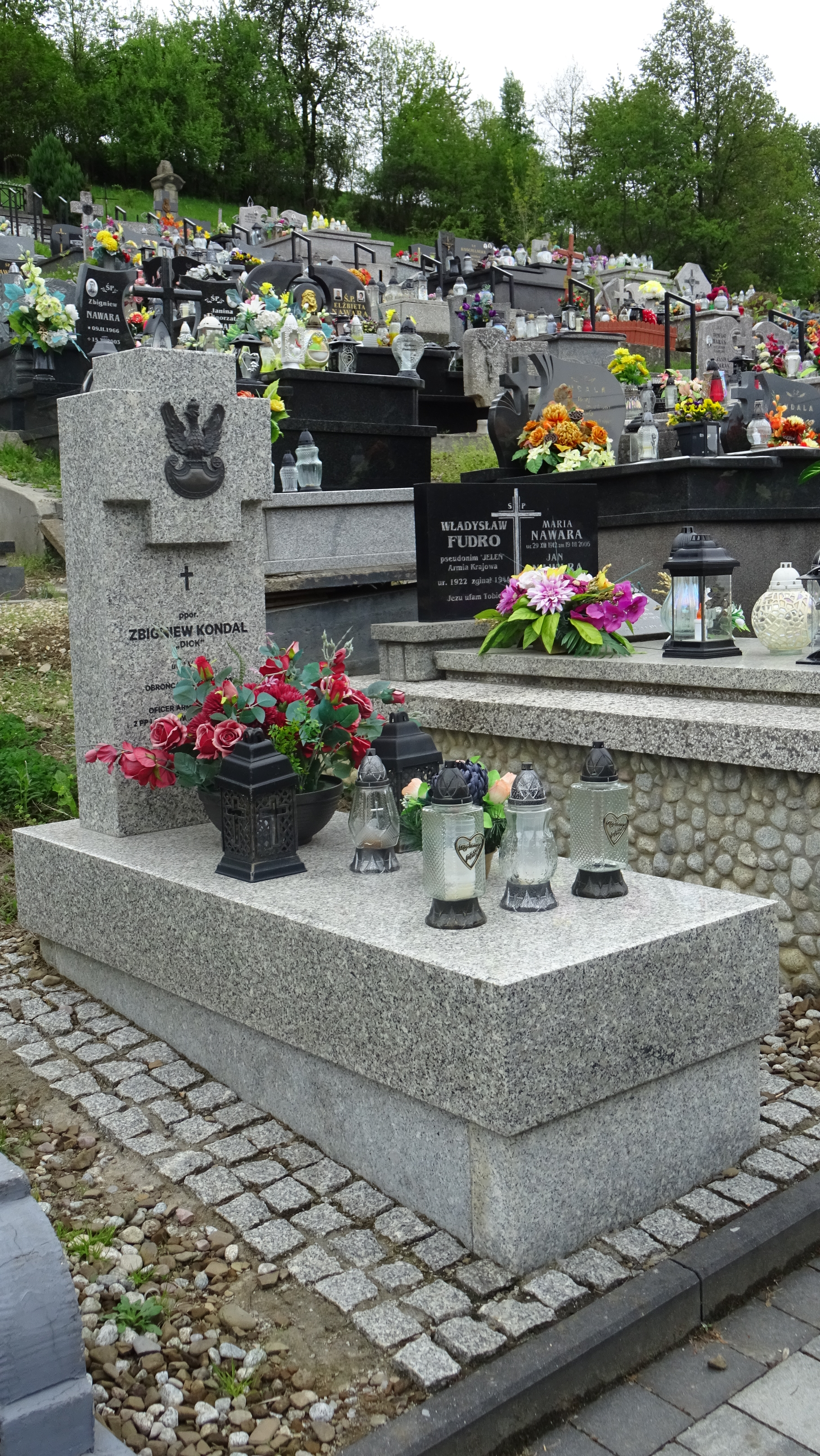
Grób ppor. Zbigniewa Kondala